# FMA IA 50 Guaraní II
ФМА IA 50 Гуарани II (исп. FMA IA 50 Guaraní) — аргентинский многоцелевой турбовинтовой транспортный самолёт. Производился компанией «Fábrica Militar de Aviones», Аргентина.

## История разработки и строительства

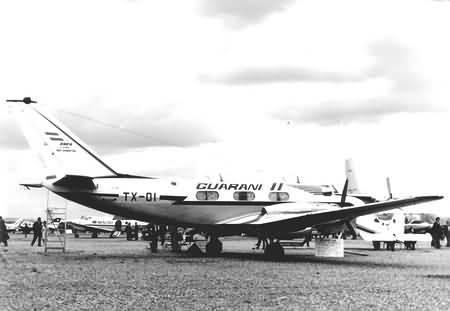
IA 50 Guaraní II на авиасалоне в Ле Бурже (Париж, 1966)

Самолёт был спроектирован на базе IA 35 «Guaraní». От предшественника отличался однокилевым стреловидным вертикальным оперением и значительно укороченной задней частью фюзеляжа. Кроме того самолёт получил более мощные турбовинтовые двигатели Turbomeca Bastan VIA и новые цельнометаллические крылья. Первый полёт совершил 23 апреля 1963 года.
В мае 1965 года была заключена договорённость между DINFIA и Turbomeca, что второй прототип самолёта будет доставлен в испытательный центр «Centre d’Essays en Vol» (CEV) во Франции для прохождения полного комплекса испытаний. В 1966 году самолёт был представлен на Парижском авиашоу в Ле-Бурже. После налёта более 200 часов, в феврале 1966 года, Guaraní II вернулся в Аргентину, перелетев через Атлантический океан, став, таким образом, первым латиноамериканским самолётом сделавшим это.
В 1966 году «Fabrica Militar de Aviones» (FMA) начала серийное производство самолёта, закончившееся после выпуска 32 экземпляров. Еще 16 единиц были выпущены на фирме AMC.

## Служба
Самолёт мог перевозить до 15 пассажиров. Использовался как транспортный, пассажирский, поисково-спасательный и санитарный. Несколько самолётов использовали в Президентской авиационной группе Аргентины.
Последний экземпляр IA 50 был выведен из состава 2-й авиационной бригады ВВС Аргентины в 2006 году и передан в Национальный музей аэронавтики (исп. Museo Nacional de Aeronáutica) в Мороне (провинция Буэнос-Айрес).

## Тактико-технические характеристики
Технические характеристики
- Экипаж: 2
- Пассажировместимость: 15 человек
- Грузоподъёмность: 1 810 кг
- Длина: 14,95 м
- Высота: 5,81 м
- Масса пустого: 3 924 кг
- Максимальная взлётная масса: 7 120 кг
- Объём топливных баков:
- Силовая установка: 2 × ТВД Turboméca Bastan VIA
- Мощность двигателей: 2 × 930 л.с. (2 × 694 кВт)

Лётные характеристики
- Максимальная скорость: 520 км/ч
- Крейсерская скорость: 460 км/ч
- Практическая дальность: 1 995 км
- Дальность полёта с максимальной нагрузкой:
- Практический потолок: 12 500 м
- Скороподъёмность: 780 м/мин (максимальная)

## Аварии и инциденты
За время службы по неофициальным зарубежным данным в различных происшествиях было потеряно 6 самолётов. При этом погибли 26 человек.
| Дата       | Бортовой номер | Место катастрофы  | Жертвы    | Краткое описание                                                             |
| ---------- | -------------- | ----------------- | --------- | ---------------------------------------------------------------------------- |
| 27.05.1969 | T-123          | около Кордовы     | 3/3       | Разбился при взлёте.                                                         |
| 11.10.1974 | T-113          | Кутраль-Ко        | н.д./н.д. | Списан после вынужденной посадки.                                            |
| 23.09.1983 | LV-LAD         | Лас Больсас       | 0/7       | Выкатился за пределы ВПП и врезался в деревья.                               |
| 11.10.1983 | T-125          | около Кордовы     | 12/12     | Разбился вскоре после взлёта.                                                |
| 01.10.1993 | T-119          | Гобернадор-Креспо | 11/12     | Разбился. По другим данным, погибли 12 человек                               |
| 23.01.1994 | LV-LAE         | Санта-Элена       | 0/2       | При взлёте повредил шасси, потерпел аварию в результате вынужденной посадки. |